# جیندو
جیندو (به لاتین: Jindu) یک شهرک در جمهوری خلق چین است که در گاویاو واقع شده‌است.